# Claudio Biaggio
Claudio Biaggio (ur. 2 lipca 1967) – argentyński piłkarz, reprezentant kraju.

## Kariera reprezentacyjna
W reprezentacji Argentyny zadebiutował w 1995.

## Statystyki
| Reprezentacja Argentyny | Reprezentacja Argentyny | Reprezentacja Argentyny |
| Rok                     | Mecze                   | Gole                    |
| ----------------------- | ----------------------- | ----------------------- |
| 1995                    | 1                       | 0                       |
| Razem                   | 1                       | 0                       |